# Сати (индуизм)
Сати́ (санскр. सती, IAST: satī , также Дакшаяни) — дочь Дакши и жена Шивы в индуиской мифологии. Считается прошлым воплощением богини Парвати.

## История и роль сюжета
Самые ранние упоминания Сати встречаются в Рамаяне и Махабхарате, подробности её истории появляются в Пуранах. Легенды описывают Сати как любимую дочь Дакши, но она вышла замуж за Шиву вопреки желанию отца. После того, как Дакша унизил её, Сати покончила с собой в знак протеста против него и защиты чести своего мужа. В индуизме и Сати, и Парвати последовательно играют роль вывода Шивы из аскетической изоляции к творческому взаимодействию с миром.

## Предание

### Происхождение
Праджапати Дакша был сыном бога-создателя Брахмы. Он женился на Прасути, дочери Ману и Шатарупы, и имел много дочерей. Сати была самой младшей дочерью и любимицей Дакши. Однако, в таких текстах, как Шива-пурана, Матсья-пурана и Калика-пурана, матерью Сати именуется Асикни. Согласно шактистским (ориентированным на богинь) текстам, включая Девибхагавата и Махабхагавата-пурана, Брахма посоветовал Дакше поклоняться Великой Богине и убедить её принять аватар в качестве дочери Дакши. Богиня согласилась, но предупредила, что, если он будет плохо обращаться с ней, она покинет это тело. Сати ещё в детстве обожала сказки и легенды, связанные с Шивой, и выросла его ярой преданной. Когда она стала взрослой, идея выйти замуж за кого-то другого, как задумал её отец, стала для неё несправедливой. Считается, что Брахма намеревался выдать Сати, аватар Шакти, замуж за Шиву и привлечь его к мирским делам.
Сати считается одним из воплощений единой богини Ади Парашакти. В 19 главе Прабхаса-кханды Сканда-пураны говорится, что она была рождена в Сваямбхува-манвантару Питри-кальпы.

### Сати и Шива

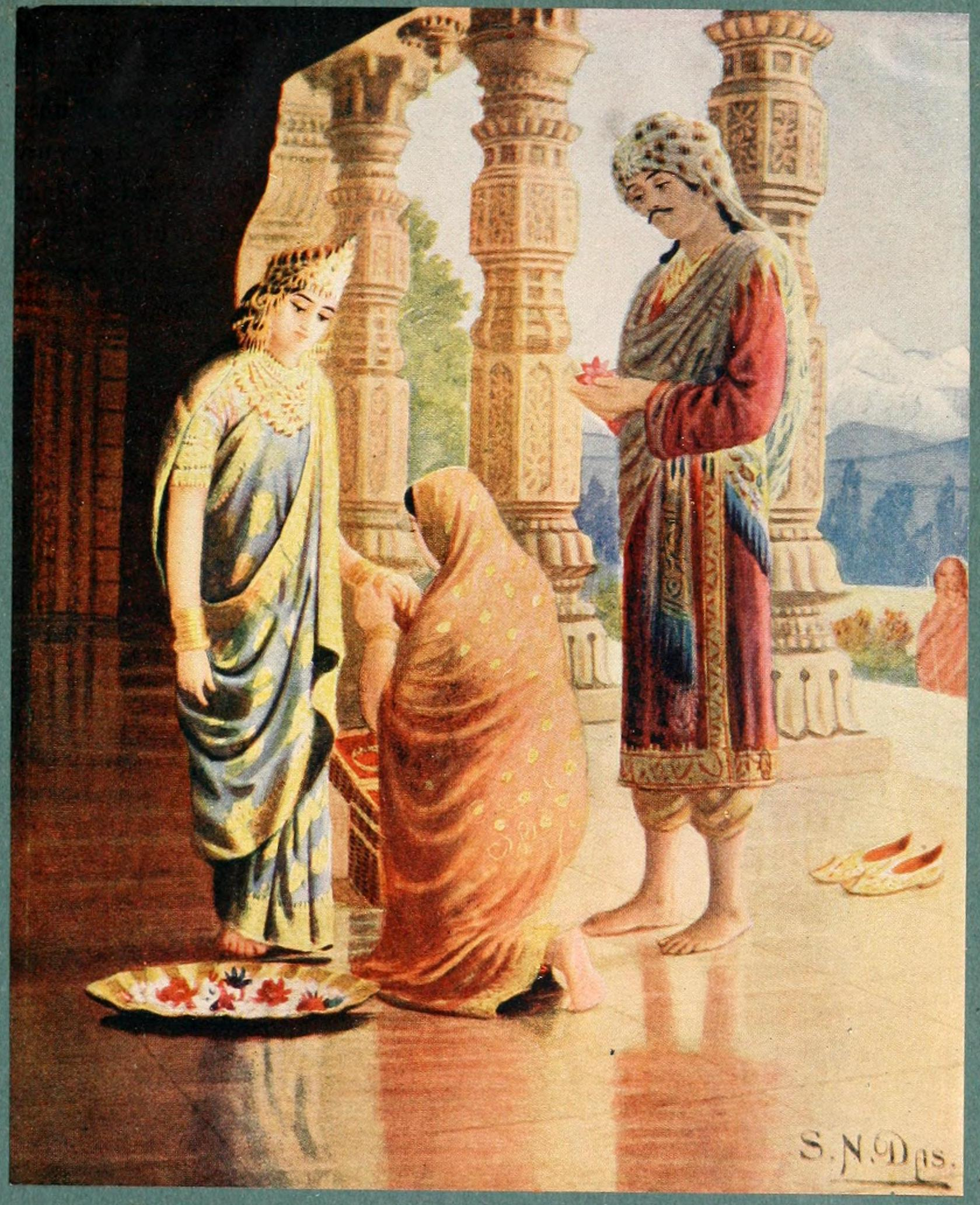
Сати получает подарки перед своей свадьбой от Куберы и его жены.

Дакша, устраивая сваямвару (один из разновидностей свадебных ритуалов) своей дочери, не пригласил на неё Шиву. Сати, тем не менее, не захотела другого мужа. Когда она подбросила вверх свадебную гирлянду, предназначенную для жениха, та, согласно с её желанием, упала на Шиву, который внезапно появился в нужном месте.
После свадьбы Шива и Сати прожили много прекрасных лет на Кайласе. Но однажды, они совершили путешествие на большую яджну в Праяге, где Шива, который в силу своего высшего совершенства никогда не оказывал почтения в виде поклона Дакше — своему тестю, не поклонился ему и в этот раз. Будучи царем, Дакша, когда ему не выказали должного уважения, пришёл в ярость и проклял Шиву, сказав, что отныне ни одна яджна не будет посвящена ему.

### Жертвоприношение Дакши

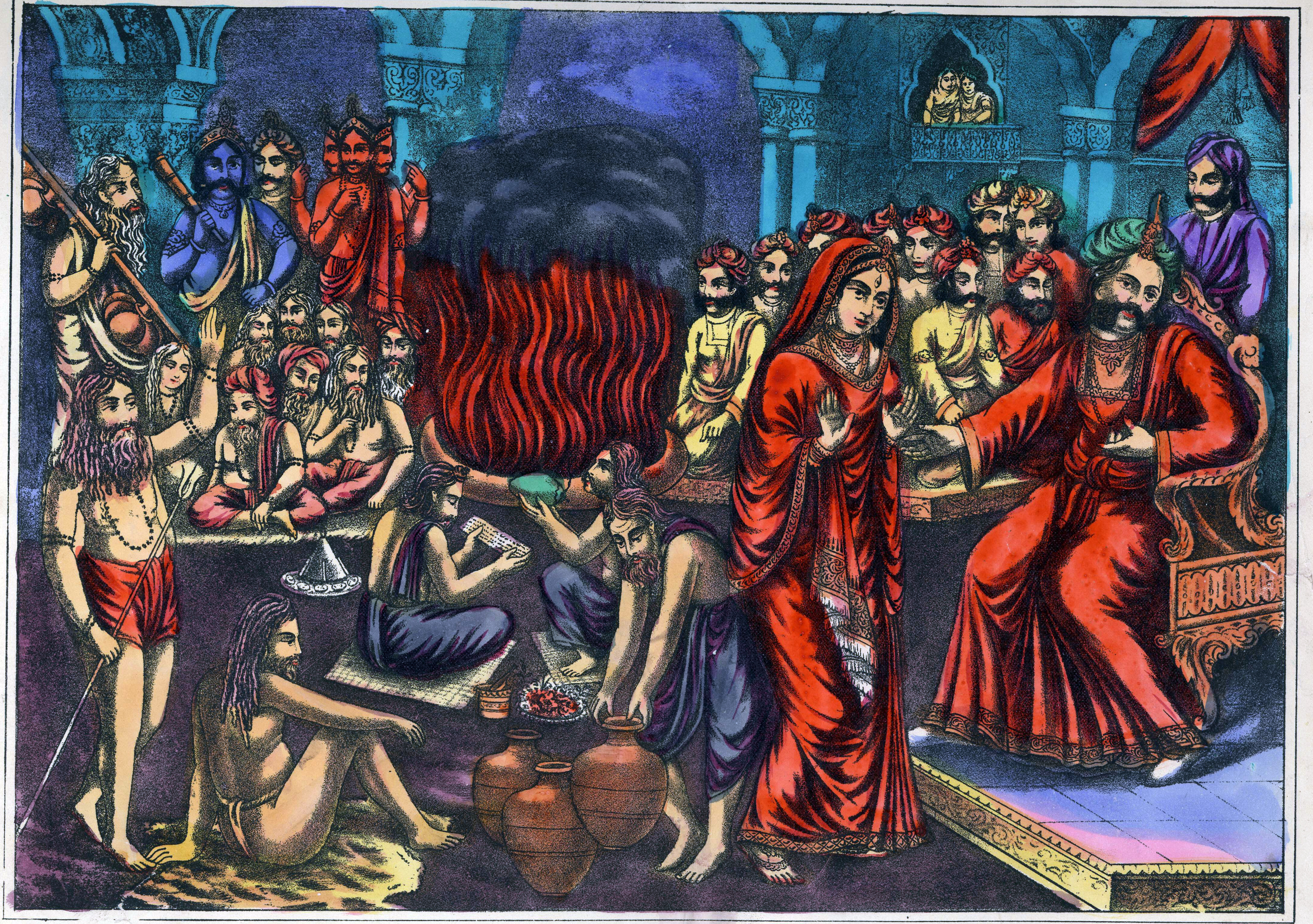
Сати на жертвоприношении Дакши

Существуют несколько схожих вариантов истории о жертвоприношении Дакши.
Однажды Дакша решил собрать большую яджну, с приглашением всех богов, но намеренно не позвал Шиву и свою дочь. Узнав об этой яджне, которая должна была проводится в Канакхале (совр. Канкхал около Харидвара), Сати решила пойти на неё, но Шива отказался, разрешив своей жене пойти туда.
На этой яджне Сати спросила своего отца почему он не пригласил Шиву и её. На это Дакша просто не ответил. И тогда Сати обратилась к Вишну: «Почему Вы спокойно смотрите как оскорбляют моего мужа?» Но её отец — Дакша, прервал её и сказал: «Твой муж — невежа, он не достоин присутствовать на таком великом событии». При этом он был милостив, как отец, к самой Сати. Но она сказала, что не вынесет такого обращения к своему мужу и вернётся к нему (Шиве), когда вновь появится на земле у отца, которого сможет уважать. И тогда она бросила своё прекрасное тело в огонь. По версии, приведенной в Шримад Бхагаватам, Сати использовала свою йогическую силу (агнейи дхарану), воспламенив с помощью неё свое тело.

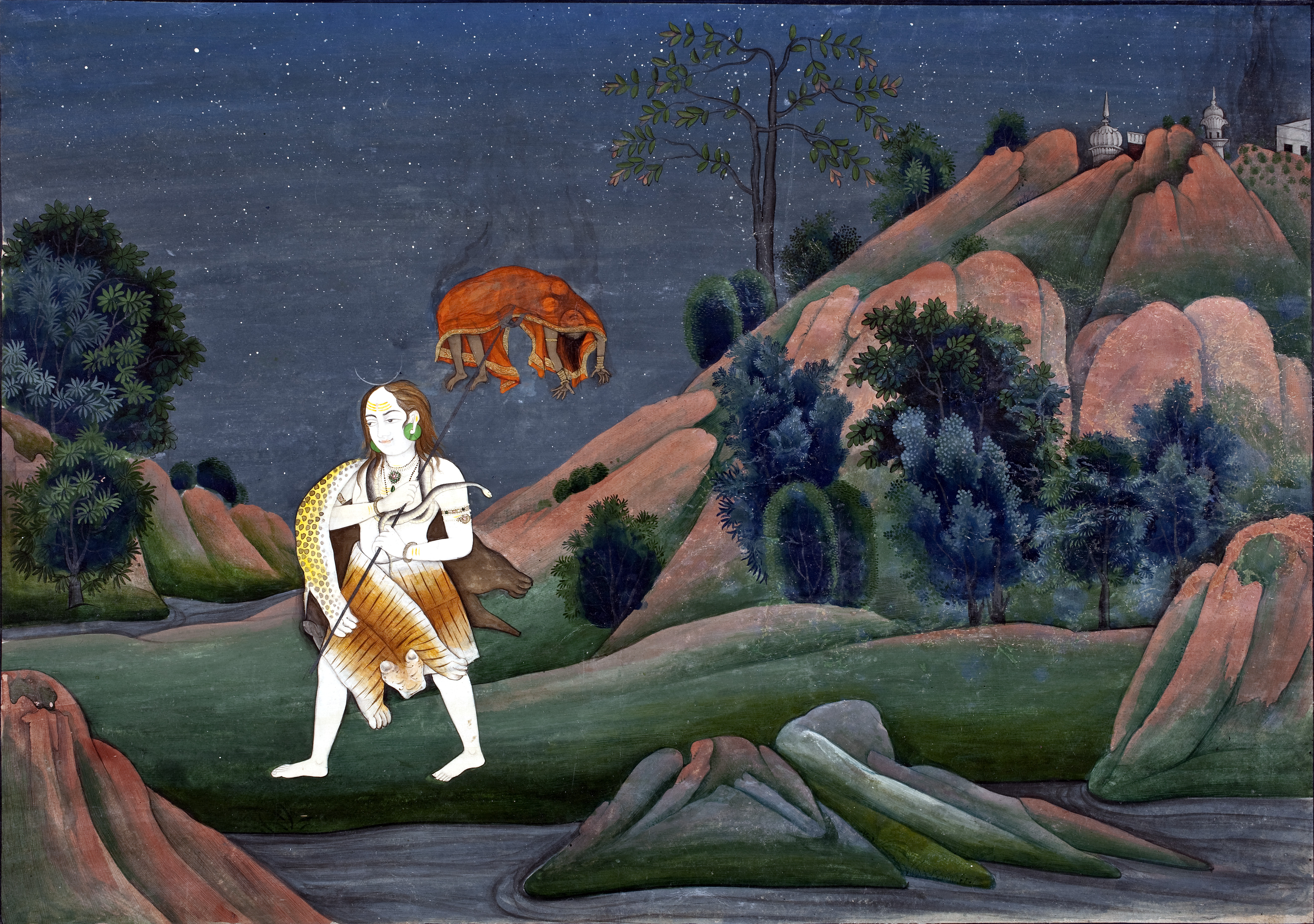
Шива несёт тело Сати на своём трезубце

Шива появился и поднял Сати из жертвенного огня яджны, и ещё долго ходил по миру с телом Сати на руках, пока Вишну не разрубил его своей Сударшана Чакрой на 51 часть (реже говорится о 64 частях или 108), и там где они упали на землю появился 51 Шакти-питх — места особого почитания Деви и места паломничества, которые также соотносятся с 51 акшарой и с Шри Чакрой. Сати, как и обещала, переродилась у отца, которого могла уважать (им стал Химаван), и снова стала женой Шивы в следующей своей инкарнации - как Парвати.

### Другие версии
По одной из версий, Дакша не пригласил Шиву, поскольку не считал его богом. Потом Дакша не согласился с выбором дочери и поэтому отстранил Шиву от жертвоприношения. Оскорблённая Сати потребовала у жениха, чтобы он разрушил жертвоприношение. Не стерпев унижения, она бросилась в огонь и сгорела.
По другой версии, Дакша был против свадьбы, так как Шива был ужасен обликом и своим поведением, но ему пришлось согласиться с выбором дочери. Свадьба же сорвалась из-за того, что Шива, оскорблённый, не оказал почестей отцу невесты, и тот проклял его, отказав в жертве. Шива сотворил в своём гневе ужасного Вирабхадру и Бхадракали, которые в сопровождении ганов отправились разрушать яджну. Там Вирабхадра вел битву со многими богами (в некоторых источниках говорится даже о битве с Вишну) и победил их или заставил бежать с поля боя, отсек Дакше голову и разметал жертвенный огонь. Когда гнев Шивы утих, благодаря усилиям Брахмы, он стал оживлять мёртвых, но Сати, во искупление его поступка, совершила самосожжение.

## Влияние
Слово «сати» в Индии приобрело нарицательное значение: так называют женщин, сжигающих себя заживо на погребальном костре мужа в ходе одноимённого ритуала сати.